# Vermillion Lies
Vermillion Lies — музыкальный дуэт из Окленда (США), основанный в 2004 году и состоящий из двух сестёр — Ким и Зоэ Боэкбиндер (Kim и Zoe Boekbinder). Свою музыку сестры характеризуют как «junk store cabaret» (англ. «кабаре с барахолки»). Выступления группы представляют собой шоу с элементами клоунады; помимо традиционных музыкальных инструментов (гитары, фортепиано, аккордеон, ударные) для извлечения звуков используются кастрюли, стиральная доска, печатная машинка и пр.

## Дискография

### Альбомы
- 2006 — Separated by Birth (A Small Tribe Records)
- 2008 — What’s in the Box?

### EP
- 2007 — Scream-Along EP
- 2008 — In New Orleans (7" винил)